# Gagea xiphoidea
Gagea xiphoidea là một loài thực vật có hoa trong họ Liliaceae. Loài này được Levichev mô tả khoa học đầu tiên năm 2001.